# Stelle principali della costellazione del Pesce Volante
Segue un prospetto delle stelle principali della costellazione del Pesce Volante, elencate per magnitudine decrescente.